# Позо Куатро Арболес ел Морал (Куапијастла де Мадеро)
Позо Куатро Арболес ел Морал (шп. Pozo Cuatro Árboles el Moral) насеље је у Мексику у савезној држави Пуебла у општини Куапијастла де Мадеро. Насеље се налази на надморској висини од 2020 м.

## Становништво
Према подацима из 2010. године у насељу је живело 8 становника.

### Хронологија
| Година       | 2000 | 2005         | 2010 |
| ------------ | ---- | ------------ | ---- |
| Становништво | 8    | 20 (10 / 10) | 8    |

### Попис
| # | Индикатор                     | Вредност |
| - | ----------------------------- | -------- |
| 1 | Укупно домаћинстава           | 4        |
| 2 | Укупно насељених домаћинстава | 2        |
| 3 | Величина локације             | 1        |